# Kirche der Heiligen Konstantin und Helena

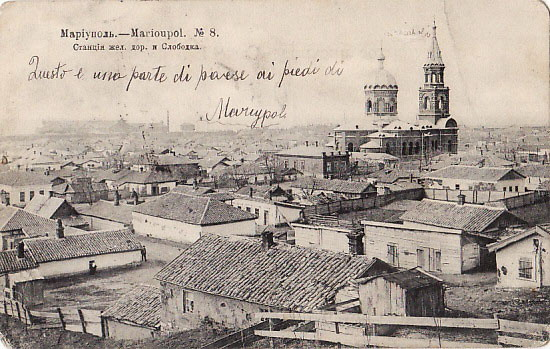

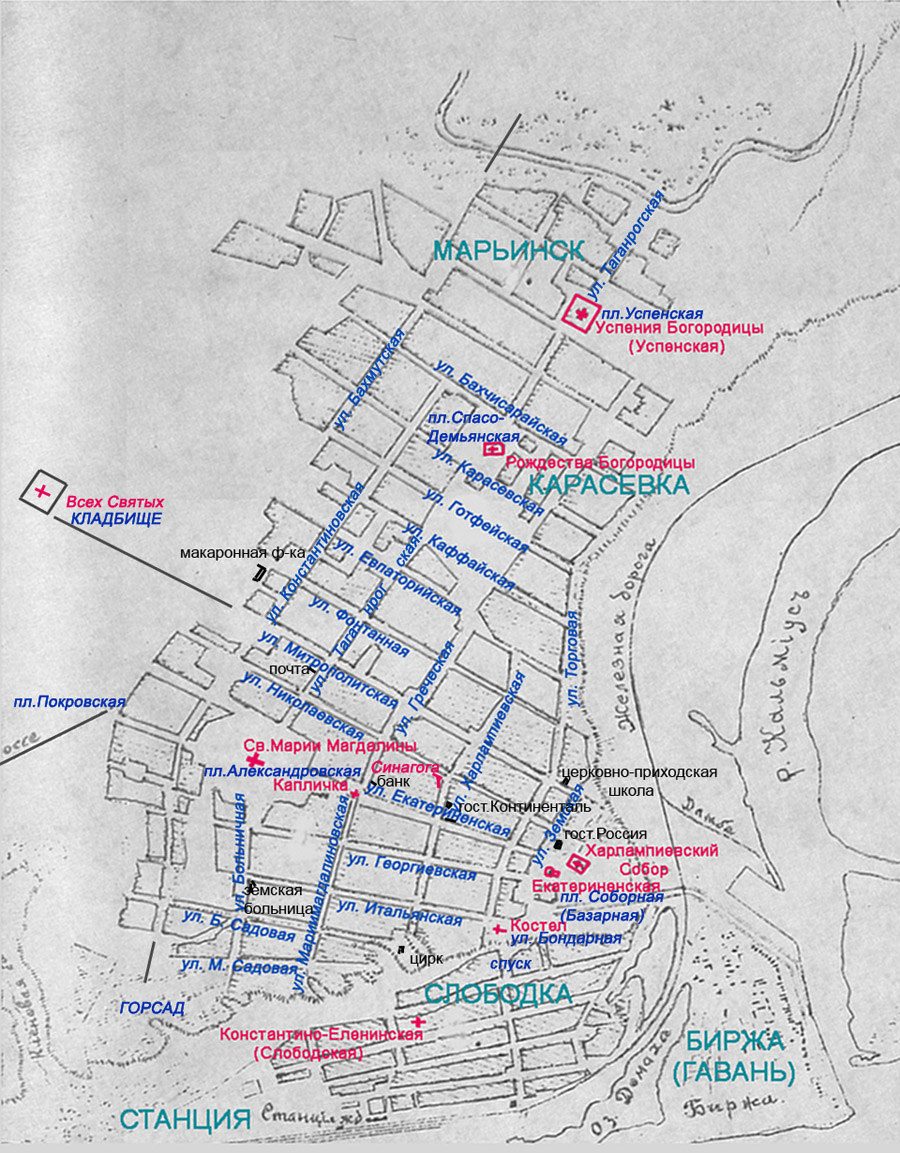
Stadtplan mit den Sakralbauten (in roter Farbe)

Die Kirche der Heiligen Konstantin und Helena (ukrainisch Церква святих Костянтина та Єлени, auch Олено-Костянтинівський храм) befand sich im Stadtteil Slobidka im Rajon Zentral der ukrainischen Stadt Mariupol. Die 1911 geweihte orthodoxe Kirche mit Glockenturm wurde nach Plänen des Stadtbaumeisters Wiktor Nilsen erbaut und dem Doppelpatrozinium des als Heiligem verehrten  byzantinischen Kaisers Konstantin und seiner Mutter Helena unterstellt. Sie hatte nach byzantinischem Vorbild drei Altäre, eine mittelalterliche Ikone der Gottesmutter aus Ochtyrka im Südteil und eine Melania im Nordteil.

## Geschichte
Über die Kirche ist nur wenig bekannt, da hauptsächlich Fernaufnahmen existieren. Baubeginn war im Jahr 1903, weshalb sie als die jüngste der vorrevolutionären Kirchen Mariupols galt. Der Architekt, Nachfahre russifizierter Dänen, war erst zwei Jahre zuvor nach Mariupol gekommen und wurde durch den Bürgermeister um die Planung der neuen Kirche gebeten. Nilsen entwarf eine Kirche, die eine Zentralkuppel besaß, konzipierte zudem Schulgebäude neben dem Backsteinbau. Die Finanzierung erfolgte hauptsächlich über Spenden lokaler Unternehmer. Daher und aufgrund mangelnder Vorkenntnisse zog sich die Bauzeit acht Jahre lang hin.
Noch vor dem Zweiten Weltkrieg wurde das Gotteshaus im Juni 1935 durch die atheistisch geprägte Sowjetunion gesprengt, bestand also nur etwas mehr als 24 Jahre lang. Aus den Ruinen barg eine Frau eine Tafel, die sie später dem Stadtmuseum übergab und mit deren Hilfe die Geschichte der Kirche rekonstruiert werden konnte. An ihrer Stelle entstand die Schule Nr. 37 in der вулиця Перша Слобідка (deutsch Erste Slobidka-Straße, benannt nach dem Stadtteil). An der Schule erinnerte eine Gedenktafel an die Kirche. Während der Belagerung von Mariupol brannte die Schule Nr. 37, ein Bauwerk des Übergangs vom Konstruktivismus zum Sozialistischen Klassizismus mit Säulen an der Fassade, aus.